# Haß ohne Gnade
Haß ohne Gnade ist ein 1961 gedrehtes, deutsches Spielfilmdrama mit Horst Frank als Dirigent und Maria Perschy in einer Doppelrolle.

## Handlung
Der Dirigent Saran ist ein gefeierter Künstler, hat aber ein großes Ego-Problem. Weil er gehbehindert ist und einen Stock benötigt, muss er sich auch als Mann immer wieder bestätigt fühlen und verlangt daher von seinem weiblichen Orchester-Solisten-Personal, ihm auch über das rein berufliche und künstlerische hinaus, zur Verfügung zu stehen. Erst wenn jede der attraktiven Damen ihm sexuell zu Diensten ist, findet er Befriedigung, erhält sein durch das körperliche Gebrechen massiv in Mitleidenschaft gezogene Ego Balsam. Sein derzeitiges Liebesverhältnis ist blond und heißt Claudia, was wiederum den an Hass grenzenden Neid und eine unbändige Eifersucht bei deren Zwillingsschwestern Martina hervorruft. 
Martina erleidet regelrecht einen Schock … und wird zur Furie. Sie ermordet in einem Anfall von Wahn ihre Schwester um fortan deren Platz einzunehmen. Als sich Saran, wieder einmal auf der Suche nach neuer Bestätigung, einer neuen jungen Dame, diesmal schwarzhaarig, aus dem Musikgeschäft (erneut eine Pianistin) zuwendet, nimmt die Tragödie endgültig ihren Lauf. Martina soll in eine Nervenheilanstalt eingeliefert und unter ärztlicher Betreuung von Dr. Elmer gestellt werden, einem schmucken Facharzt. Doch ehe es dazu kommen kann, endet die Geschichte in einem Blutbad, und Martina ermordet auch ihren Lover Saran.

## Produktionsnotizen
Haß ohne Gnade wurde 1961 in Ljubljana gedreht und passierte am 4. Dezember 1961 die FSK. Die Uraufführung erfolgte am 18. Mai 1962 im Düsseldorfer Europa-Palast.
Die Produktionsleitung hatte Ludwig Spitaler. Ivan Pengow entwarf die Filmbauten, Eberhard Jennewein sorgte für den Ton. Dorothee Parker war Produzent Hartwigs Lebensgefährtin bzw. Ehefrau.

## Kritiken
„Der Titel läßt nicht einmal ahnen, was dieser Film alles zu bieten hat: Konzert von Tschaikowkij, Popular-Psychologie, dito Psychiatrie, Künstler-Dämonie, und – last, not least – Kriminalistik. Der dämonische Part fällt auf Horst Frank zu: Dirigent am Stock (Krüppel-Komplex), der sich am Besitz seiner Pianistinnen immer wieder neu bestätigt fühlt. Von Zwillingsschwestern nascht er sich zu einer attraktiven Ersatzkraft durch, hinterläßt entnervte, anstaltsreife Geschöpfe und beißt dann doch auf Granit, weil ein anderer Mann (zufällig Arzt) mit im Spiele ist. Die Verquickung oben erwähnter Zutaten weist die Story zunächst als musikalische Tragödie, zuletzt als Blutbad aus. Erst der gelungene Schlußeffekt erklärt, warum alles so offensichtlich konstruiert wirken mußte. Was die Akteure betrifft: gute Beherrschung wirksamer und schwieriger Rollen bei Frank und Maria Perschy.“

In Filme 1962/64 ist folgendes zu lesen: „Primitives Schundprodukt.“
Im Lexikon des Internationalen Films heißt es: „Eine eher lustlos inszenierte Kolportage-Geschichte … Auch die Darsteller scheinen von allen guten Geistern verlassen.“